# Risa Uchida
Pour les articles homonymes, voir Uchida.
Risa Uchida (内田 莉紗, Uchida Risa), née le 12 février 1989 à Kanagawa est une seiyū japonaise. Elle est principalement connue pour avoir donné sa voix à Kairi et à Xion dans la série de jeux vidéo Kingdom Hearts. Elle a fait partie du groupe de Oha Suta, Oha Girls Grape.

## Doublage

### Films
- 1994 : Le Roi lion : Nala enfant
- 1999 : Annie : Annie

### Jeux vidéo
- 2002 : Kingdom Hearts : Kairi
- 2005 : Kingdom Hearts 2 : Kairi
- 2007 : Kingdom Hearts Re: Chain of Memories : Kairi
- 2009 : Kingdom Hearts : 358/2 Days : Kairi et Xion
- 2010 : Kingdom Hearts: Birth by Sleep : Kairi et Xion